# Dendrophyllia ramea
Dendrophyllia ramea är en korallart som först beskrevs av Carl von Linné 1758.  Dendrophyllia ramea ingår i släktet Dendrophyllia och familjen Dendrophylliidae. Inga underarter finns listade i Catalogue of Life.

## Bildgalleri

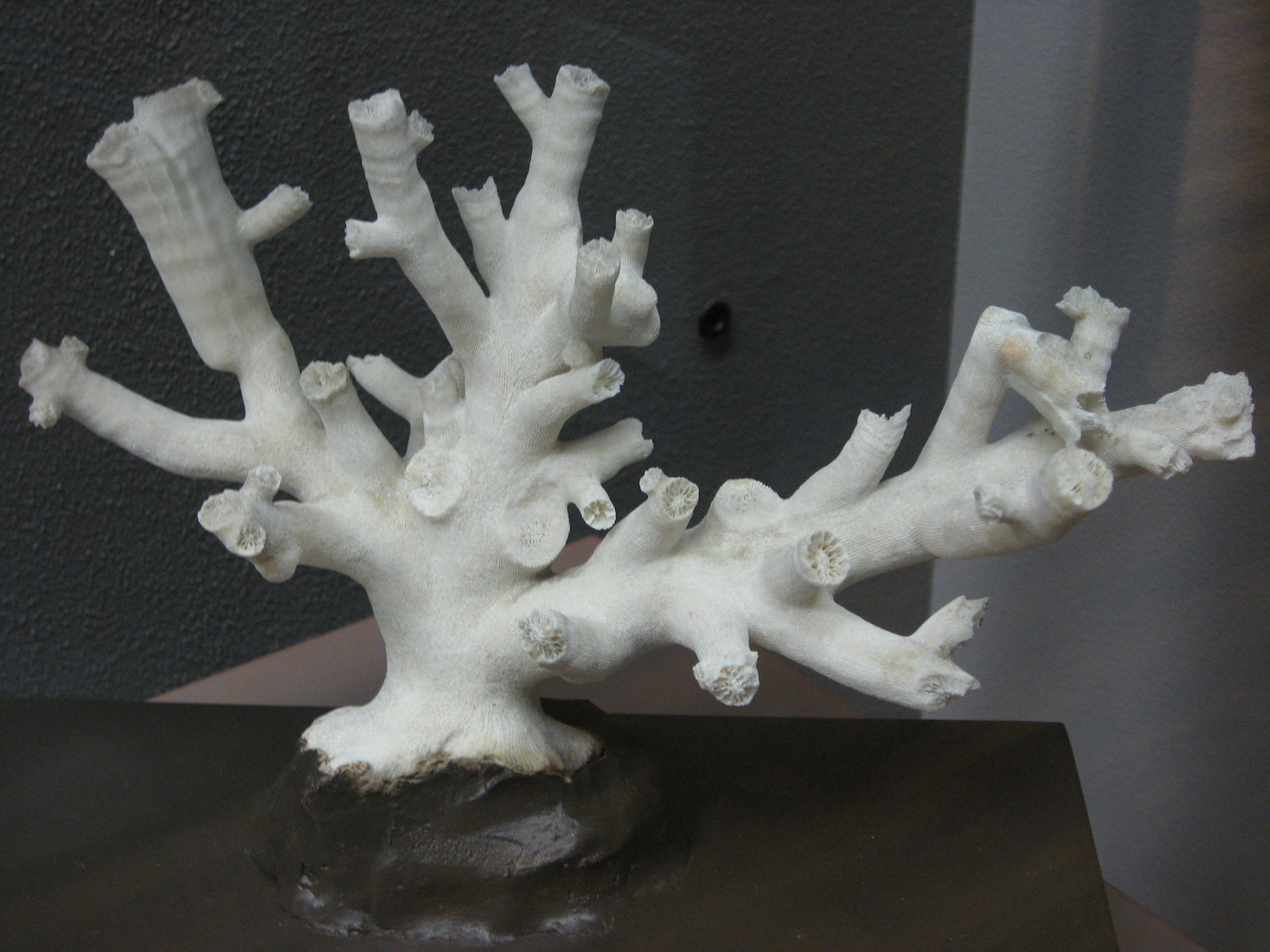